# Partia Socialdemokrate e Shqipërisë
Partia Socialdemokrate e Shqipërisë (PSD) (Albaniens Socialdemokratiske parti) er et socialdemokratisk politisk parti i Albanien. Partiet blev dannet 22. april 1992. Ved parlamentsvalget i 2005 fik partiet 7 sæder i parlamentet, hvilket var en fremgang fra parlamentsvalget i 2001, hvor partiet vandt 4 sæder. 
Partiets leder er Skënder Gjinushi, der var Albaniens undervisningsminister 1987 – 1991. Gjinushi har siden været parlamentets formand.